# Juan Agell
Juan Agell y Torrents (Sanahuja, 4 de enero de 1809-Barcelona, 1 de abril de 1868) fue un científico español. En 1835 ocupó la cátedra de Mecánica Teórica en el Instituto de Barcelona (posteriormente Universidad de Barcelona), en 1841 la de Física Experimental, en 1845 la de Química y en 1846 la de Ciencias. Simultáneamente, fue elegido diputado a las Cortes Españolas en las elecciones generales de 1840, 1843, 1853 y 1857. En 1857 fue nombrado decano de la Universidad de Barcelona, en 1860 director de la Escuela Industrial de Barcelona y en 1863 rector de la Universidad de Barcelona.

## Biografía
Natural de Sanahuja, estudió en el Seminario Conciliar de Barcelona parte de las asignaturas que en aquel entonces formaban la segunda enseñanza, y en las escuelas sostenidas por la Junta de Comercio del Principado de Cataluña cursó Física, Química y Matemáticas. Tuvo como profesores a Pedro Vieta, José Rousa y Onofre Novellas, entre otros, y obtuvo premios en los exámenes públicos de aquellas asignaturas.
En 1833 fue nombrado socio residente de la Real Academia de Ciencias Naturales y Artes de Barcelona y al año siguiente mereció el título de socio de honor de la de Madrid, en premio a una memoria que dedicó a esta corporación. En 1835 desempeñó la cátedra de Mecánica Teórica que le confirió la Academia de Ciencias Naturales y Artes y, en 1841, la de Física Experimental en el Instituto barcelonés. Por real orden de 28 de octubre de 1845, fue nombrado catedrático de Química de la facultad de Filosofía de la Universidad de Barcelona.
En 1857 lo designaron decano de la facultad a la que pertenecía y, tres años más tarde, rector de la Universidad de Barcelona por el ascenso del que hasta entonces ocupaba el cargo, Víctor Arnau Lambea, al cargo de director general de instrucción pública. Llobet y Vall-Llosera propuso a la Real Academia de Ciencias Naturales y Artes de Barcelona (RACAB) formar una estadística científica de Cataluña y, en la sesión celebrada por dicha corporación en diciembre de 1833, Agell fue nombrado individuo de la comisión que debía realizar tales trabajos, encargándosele medir las alturas de los montes y señalar una amplia relación de datos.
En 1860 fue uno de los fundadores y primer presidente del Ateneo Barcelonés. 
Se dedicó también al estudio de la electricidad, la termología y la telegrafía, leyendo en la Real Academia de Ciencias Naturales y Artes varias memorias con la que dio a conocer sus trabajos y experimentos. En la sesión celebrada el 20 de noviembre de 1845, por ejemplo, leyó una sobre un telégrafo de su invención, demostrando prácticamente el modo de transmitir las letras o señales con entera precisión y celeridad, de hasta cuarenta letras por minuto. Conociendo los inconvenientes del telégrafo, trató de evitarlos introduciendo algunas variaciones. Antonio Garcés de Marcilla y Cerdán, en su Tratado de telegrafía eléctrica, describe el telégrafo en los siguientes términos:

Este aparato consistía esencialmente en una rueda de escape, movida por la acción alternativa de un electro-imán sobre una barra de hierro dulce adherida a un resorte. La rueda ponía en movimiento un índice, que recorría un círculo en cuya circunferencia estaban escritas las letras o señales, y se detenía un tiempo determinado sobre la que se quería transmitir. Al propio tiempo que se verificaba el movimiento del índice, se producía otro igual sobre una tira o banda de papel que tenía impresas las mismas letras o signos que el círculo, las cuales pasaban por debajo de un puntero en el mismo instante que el índice la iba recorriendo, de modo que, cuando este pasaba por delante de una letra, el papel presentaba la misma al puntero, que por medio de un ligero movimiento podía dejar en ella una señal.

Agell falleció el 1 de abril de 1868. A raíz de su fallecimiento, José de Letamendi se refirió a él en las siguientes palabras:

En Agell hemos perdido una entidad científica importante. Bajo el punto de vista que llamaré material o del objeto de la ciencia, fue un investigador activo, hábil, perseverante y de intuición poderosa; es decir, dotado de aquella facultad de inducción rápida que, procediendo por hipótesis bien fundados  [sic], al interrogar a la naturaleza fecundiza el experimento antes de practicarlo y obtiene de él siempre un positivo resultado, pareciéndose en esto a los verdaderos naturalistas, a aquellos jueces de instrucción dotados del singular tino de conducir sus indagaciones (verdaderos experimentos morales), de manera que la atinada forma de las preguntas garantice siempre la luz de las respuestas; porque las más de las veces, señores, descubrir no es más que adivinar.

Asimismo, la RACAB decidió convocar anualmente un premio en honor suyo.